# سلام‌آباد پایین
سلام‌آباد پایین (به لاتین: Aşağı Salamabad) منطقه‌ای مسکونی در جمهوری آذربایجان است که در شهرستان یولاخ واقع شده است. سلام‌آباد پایین ۹۲۳ نفر جمعیت دارد.